# Czumsk Duży (gromada)
Czumsk Duży – dawna gromada, czyli najmniejsza jednostka podziału terytorialnego Polskiej Rzeczypospolitej Ludowej w latach 1954–1972.
Gromady, z gromadzkimi radami narodowymi (GRN) jako organami władzy najniższego stopnia na wsi, funkcjonowały od reformy reorganizującej administrację wiejską przeprowadzonej jesienią 1954 do momentu ich zniesienia z dniem 1 stycznia 1973, tym samym wypierając organizację gminną w latach 1954–1972.
Gromadę Czumsk Duży z siedzibą GRN w Czumsku Dużym utworzono – jako jedną z 8759 gromad na obszarze Polski – w powiecie rypińskim w woj. bydgoskim, na mocy uchwały nr 24/10 WRN w Bydgoszczy z dnia 5 października 1954. W skład jednostki weszły obszary dotychczasowych gromad Czumsk Duży, Czumsk Mały, Narty i Urszulewo ze zniesionej gminy Szczutowo oraz obszar dotychczasowej gromady Kosiory ze zniesionej gminy Rogowo w tymże powiecie. Dla gromady ustalono 21 członków gromadzkiej rady narodowej.
Gromadę zniesiono 1 stycznia 1972, a jej obszar włączono do gromad Rogowo (sołectwa Czumsk Duży, Czumsk Mały, Kosiory, Narty i Szczerby) i Skrwilno (sołectwo Urszulewo) w tymże powiecie.